# Međužupanijska nogometna liga Slavonije i Baranje 2015./16.
Međužupanijska nogometna liga Slavonije i Baranje četvrti je stupanj nogometnih natjecanja u Hrvatskoj. Ova liga nastala je 2014. godine. U ligi sudjeluju nogometni klubovi iz Osječko-baranjske, Vukovarsko-srijemske, Požeško-slavonske i Brodsko-posavske županije i broji 16 klubova. Pobjednik stječe pravo nastupa u 3. HNL, dok posljednjeplasirani ispadaju u 1. ŽNL svojih županija.

## Tablica
| Mj. | Klub                            | Sus. | Pobj. | Ner. | Por. | GR.    | Bod.       |
| --- | ------------------------------- | ---- | ----- | ---- | ---- | ------ | ---------- |
| 1.  | NK Bedem Ivankovo               | 30   | 22    | 4    | 4    | 80:32  | 70         |
| 2.  | NK Čepin                        | 30   | 19    | 7    | 4    | 73:27  | 64         |
| 3.  | NK Zrinski Jurjevac Punitovački | 30   | 17    | 7    | 6    | 66:27  | 58         |
| 4.  | NK Željezničar Slavonski Brod   | 30   | 14    | 1    | 15   | 58:49  | 43         |
| 5.  | NK Šokadija Babina Greda        | 30   | 12    | 7    | 11   | 46:46  | 43         |
| 6.  | NK Bobota Agrar                 | 30   | 12    | 6    | 12   | 55:39  | 42         |
| 7.  | NK Vihor Jelisavac              | 30   | 12    | 5    | 13   | 44:61  | 41         |
| 8.  | NK Graničar Županja             | 30   | 12    | 3    | 15   | 50:48  | 39         |
| 9.  | NK Jadran Gunja                 | 30   | 10    | 9    | 11   | 41:57  | 39         |
| 10. | NK NAŠK Našice                  | 30   | 12    | 3    | 15   | 36:55  | 39         |
| 11. | NK Vuteks-Sloga Vukovar         | 30   | 11    | 5    | 14   | 39:52  | 38         |
| 12. | NK Hajduk Pakrac                | 30   | 11    | 4    | 15   | 61:49  | 37         |
| 13. | NK Grafičar-Vodovod Osijek      | 30   | 12    | 1    | 17   | 53:56  | 37         |
| 14. | NK Darda                        | 30   | 10    | 6    | 14   | 31:40  | 36         |
| 15. | NK Graničar Brodski Varoš       | 30   | 11    | 6    | 13   | 36:47  | 36 (-3) ↓1 |
| 16. | NK Metalac Osijek               | 30   | 6     | 0    | 24   | 36:120 | 18         |

## Rezultati
| NK Željezničar Slavonski Brod - NK Čepin 2:1 NK Vuteks-Sloga Vukovar - NK NAŠK Našice 0:1 NK Zrinski Jurjevac Punitovački - NK Grafičar-Vodovod Osijek 2:0 NK Hajduk Pakrac - NK Jadran Gunja 6:0 NK Šokadija Babina Greda - NK Metalac Osijek 2:1 NK Bedem Ivankovo - NK Bobota Agrar 3:1 NK Graničar Brodski Varoš - NK Graničar Županja 1:0 NK Darda - NK Vihor Jelisavac 2:1    | NK Darda - NK Graničar Brodski Varoš 2:2 NK Graničar Županja - NK Bedem Ivankovo 1:4 NK Bobota Agrar - NK Šokadija Babina Greda 1:1 NK Metalac Osijek - NK Hajduk Pakrac 2:3 NK Jadran Gunja - NK Zrinski Jurjevac Punitovački 1:7 NK Grafičar-Vodovod Osijek - NK Vuteks-Sloga Vukovar 4:1 NK NAŠK Našice - NK Željezničar Slavonski Brod 2:1 NK Vihor Jelisavac - NK Čepin 0:0 | NK Bedem Ivankovo - NK Darda 1:1 NK Šokadija Babina Greda - NK Graničar Županja 2:0 NK Hajduk Pakrac - NK Bobota Agrar 2:1 NK Zrinski Jurjevac Punitovački - NK Metalac Osijek 2:0 NK Vuteks-Sloga Vukovar - NK Jadran Gunja 2:0 NK Željezničar Slavonski Brod - NK Grafičar-Vodovod Osijek 3:0 NK Čepin - NK NAŠK Našice 3:1 NK Graničar Brodski Varoš - NK Vihor Jelisavac 1:1  |
| NK Darda - NK Šokadija Babina Greda 0:0 NK Graničar Brodski Varoš - NK Bedem Ivankovo 1:0 NK Graničar Županja - NK Hajduk Pakrac 3:1 NK Bobota Agrar - NK Zrinski Jurjevac Punitovački 1:1 NK Metalac Osijek - NK Vuteks-Sloga Vukovar 3:2 NK Jadran Gunja - NK Željezničar Slavonski Brod 4:5 NK Grafičar-Vodovod Osijek - NK Čepin 1:3 NK Vihor Jelisavac - NK NAŠK Našice 3:0    | NK Hajduk Pakrac - NK Darda 1:2 NK Šokadija Babina Greda - NK Graničar Brodski Varoš 3:0 NK Zrinski Jurjevac Punitovački - NK Graničar Županja 4:1 NK Vuteks-Sloga Vukovar - NK Bobota Agrar 0:1 NK Željezničar Slavonski Brod - NK Metalac Osijek 6:0 NK Čepin - NK Jadran Gunja 4:0 NK NAŠK Našice - NK Grafičar-Vodovod Osijek 1:0 NK Bedem Ivankovo - NK Vihor Jelisavac 5:0 | NK Darda - NK Zrinski Jurjevac Punitovački 0:1 NK Graničar Brodski Varoš - NK Hajduk Pakrac 1:0 NK Bedem Ivankovo - NK Šokadija Babina Greda 5:2 NK Graničar Županja - NK Vuteks-Sloga Vukovar 2:1 NK Bobota Agrar - NK Željezničar Slavonski Brod 2:0 NK Metalac Osijek - NK Čepin 1:3 NK Jadran Gunja - NK NAŠK Našice 1:0 NK Vihor Jelisavac - NK Grafičar-Vodovod Osijek 1:0  |
| NK Vuteks-Sloga Vukovar - NK Darda 2:0 NK Zrinski Jurjevac Punitovački - NK Graničar Brodski Varoš 2:0 NK Hajduk Pakrac - NK Bedem Ivankovo 3:4 NK Željezničar Slavonski Brod - NK Graničar Županja 2:1 NK Čepin - NK Bobota Agrar 2:1 NK NAŠK Našice - NK Metalac Osijek 9:1 NK Grafičar-Vodovod Osijek - NK Jadran Gunja 4:1 NK Šokadija Babina Greda - NK Vihor Jelisavac 1:1    | NK Darda - NK Željezničar Slavonski Brod 3:1 NK Graničar Brodski Varoš - NK Vuteks-Sloga Vukovar 4:0 NK Bedem Ivankovo - NK Zrinski Jurjevac Punitovački 2:1 NK Šokadija Babina Greda - NK Hajduk Pakrac 4:1 NK Graničar Županja - NK Čepin 1:3 NK Bobota Agrar - NK NAŠK Našice 4:1 NK Metalac Osijek - NK Grafičar-Vodovod Osijek 0:6 NK Vihor Jelisavac - NK Jadran Gunja 2:0 | NK Čepin - NK Darda 2:0 NK Željezničar Slavonski Brod - NK Graničar Brodski Varoš 0:2 NK Vuteks-Sloga Vukovar - NK Bedem Ivankovo 1:2 NK Zrinski Jurjevac Punitovački - NK Šokadija Babina Greda 1:2 NK NAŠK Našice - NK Graničar Županja 1:0 NK Grafičar-Vodovod Osijek - NK Bobota Agrar 3:2 NK Jadran Gunja - NK Metalac Osijek 2:0 NK Hajduk Pakrac - NK Vihor Jelisavac 0:1  |
| NK Darda - NK NAŠK Našice 1:1 NK Graničar Brodski Varoš - NK Čepin 0:0 NK Bedem Ivankovo - NK Željezničar Slavonski Brod 1:0 NK Šokadija Babina Greda - NK Vuteks-Sloga Vukovar 4:0 NK Hajduk Pakrac - NK Zrinski Jurjevac Punitovački 2:1 NK Graničar Županja - NK Grafičar-Vodovod Osijek 2:1 NK Bobota Agrar - NK Jadran Gunja 5:1 NK Vihor Jelisavac - NK Metalac Osijek 4:1    | NK Grafičar-Vodovod Osijek - NK Darda 0:1 NK NAŠK Našice - NK Graničar Brodski Varoš 3:0 NK Čepin - NK Bedem Ivankovo 2:1 NK Željezničar Slavonski Brod - NK Šokadija Babina Greda 5:0 NK Vuteks-Sloga Vukovar - NK Hajduk Pakrac 0:0 NK Jadran Gunja - NK Graničar Županja 0:0 NK Metalac Osijek - NK Bobota Agrar 2:6 NK Zrinski Jurjevac Punitovački - NK Vihor Jelisavac 2:1 | NK Darda - NK Jadran Gunja 3:0 NK Graničar Brodski Varoš - NK Grafičar-Vodovod Osijek 2:1 NK Bedem Ivankovo - NK NAŠK Našice 2:0 NK Šokadija Babina Greda - NK Čepin 1:1 NK Hajduk Pakrac - NK Željezničar Slavonski Brod 0:0 NK Zrinski Jurjevac Punitovački - NK Vuteks-Sloga Vukovar 3:0 NK Graničar Županja - NK Metalac Osijek 2:0 NK Vihor Jelisavac - NK Bobota Agrar 1:0  |
| NK Metalac Osijek - NK Darda 1:2 NK Jadran Gunja - NK Graničar Brodski Varoš 2:0 NK Grafičar-Vodovod Osijek - NK Bedem Ivankovo 1:3 NK NAŠK Našice - NK Šokadija Babina Greda 2:1 NK Čepin - NK Hajduk Pakrac 3:1 NK Željezničar Slavonski Brod - NK Zrinski Jurjevac Punitovački 4:0 NK Bobota Agrar - NK Graničar Županja 2:1 NK Vuteks-Sloga Vukovar - NK Vihor Jelisavac 0:0    | NK Darda - NK Bobota Agrar 1:1 NK Graničar Brodski Varoš - NK Metalac Osijek 3:0 NK Bedem Ivankovo - NK Jadran Gunja 0:0 NK Šokadija Babina Greda - NK Grafičar-Vodovod Osijek 0:1 NK Hajduk Pakrac - NK NAŠK Našice 4:0 NK Zrinski Jurjevac Punitovački - NK Čepin 0:0 NK Vuteks-Sloga Vukovar - NK Željezničar Slavonski Brod 0:2 NK Vihor Jelisavac - NK Graničar Županja 1:0 | NK Graničar Županja - NK Darda 3:1 NK Bobota Agrar - NK Graničar Brodski Varoš 4:0 NK Metalac Osijek - NK Bedem Ivankovo 4:2 NK Jadran Gunja - NK Šokadija Babina Greda 3:1 NK Grafičar-Vodovod Osijek - NK Hajduk Pakrac 4:1 NK NAŠK Našice - NK Zrinski Jurjevac Punitovački 0:0 NK Čepin - NK Vuteks-Sloga Vukovar 7:0 NK Željezničar Slavonski Brod - NK Vihor Jelisavac 3:2  |
| NK Čepin - NK Željezničar Slavonski Brod 4:1 NK NAŠK Našice - NK Vuteks-Sloga Vukovar 0:1 NK Grafičar-Vodovod Osijek - NK Zrinski Jurjevac Punitovački 1:1 NK Jadran Gunja - NK Hajduk Pakrac 1:1 NK Metalac Osijek - NK Šokadija Babina Greda 3:1 NK Bobota Agrar - NK Bedem Ivankovo 1:3 NK Graničar Županja - NK Graničar Brodski Varoš 3:1 NK Vihor Jelisavac - NK Darda 3:2    | NK Graničar Brodski Varoš - NK Darda 0:0 NK Bedem Ivankovo - NK Graničar Županja 2:1 NK Šokadija Babina Greda - NK Bobota Agrar 2:0 NK Hajduk Pakrac - NK Metalac Osijek 9:0 NK Zrinski Jurjevac Punitovački - NK Jadran Gunja 4:0 NK Vuteks-Sloga Vukovar - NK Grafičar-Vodovod Osijek 4:0 NK Željezničar Slavonski Brod - NK NAŠK Našice 3:0 NK Čepin - NK Vihor Jelisavac 5:2 | NK Darda - NK Bedem Ivankovo 0:2 NK Graničar Županja - NK Šokadija Babina Greda 0:2 NK Bobota Agrar - NK Hajduk Pakrac 1:0 NK Metalac Osijek - NK Zrinski Jurjevac Punitovački 0:1 NK Jadran Gunja - NK Vuteks-Sloga Vukovar 1:1 NK Grafičar-Vodovod Osijek - NK Željezničar Slavonski Brod 1:0 NK NAŠK Našice - NK Čepin 2:0 NK Vihor Jelisavac - NK Graničar Brodski Varoš 4:2  |
| NK Šokadija Babina Greda - NK Darda 2:0 NK Bedem Ivankovo - NK Graničar Brodski Varoš 2:1 NK Hajduk Pakrac - NK Graničar Županja 2:2 NK Zrinski Jurjevac Punitovački - NK Bobota Agrar 1:1 NK Vuteks-Sloga Vukovar - NK Metalac Osijek 6:0 NK Željezničar Slavonski Brod - NK Jadran Gunja 2:3 NK Čepin - NK Grafičar-Vodovod Osijek 2:0 NK NAŠK Našice - NK Vihor Jelisavac 2:1    | NK Darda - NK Hajduk Pakrac 1:4 NK Graničar Brodski Varoš - NK Šokadija Babina Greda 3:2 NK Graničar Županja - NK Zrinski Jurjevac Punitovački 3:1 NK Bobota Agrar - NK Vuteks-Sloga Vukovar 0:2 NK Metalac Osijek - NK Željezničar Slavonski Brod 2:5 NK Jadran Gunja - NK Čepin 1:1 NK Grafičar-Vodovod Osijek - NK NAŠK Našice 5:2 NK Vihor Jelisavac - NK Bedem Ivankovo 0:4 | NK Zrinski Jurjevac Punitovački - NK Darda 1:0 NK Hajduk Pakrac - NK Graničar Brodski Varoš 3:1 NK Šokadija Babina Greda - NK Bedem Ivankovo 1:1 NK Vuteks-Sloga Vukovar - NK Graničar Županja 4:1 NK Željezničar Slavonski Brod - NK Bobota Agrar 1:0 NK Čepin - NK Metalac Osijek 10:0 NK NAŠK Našice - NK Jadran Gunja 1:2 NK Grafičar-Vodovod Osijek - NK Vihor Jelisavac 5:1 |
| NK Darda - NK Vuteks-Sloga Vukovar 0:1 NK Graničar Brodski Varoš - NK Zrinski Jurjevac Punitovački 1:1 NK Bedem Ivankovo - NK Hajduk Pakrac 4:2 NK Graničar Županja - NK Željezničar Slavonski Brod 2:1 NK Bobota Agrar - NK Čepin 1:1 NK Metalac Osijek - NK NAŠK Našice 5:1 NK Jadran Gunja - NK Grafičar-Vodovod Osijek 3:0 NK Vihor Jelisavac - NK Šokadija Babina Greda 1:1    | NK Željezničar Slavonski Brod - NK Darda 0:3 NK Vuteks-Sloga Vukovar - NK Graničar Brodski Varoš 1:0 NK Zrinski Jurjevac Punitovački - NK Bedem Ivankovo 4:1 NK Hajduk Pakrac - NK Šokadija Babina Greda 3:1 NK Čepin - NK Graničar Županja 1:0 NK NAŠK Našice - NK Bobota Agrar 1:0 NK Grafičar-Vodovod Osijek - NK Metalac Osijek 6:2 NK Jadran Gunja - NK Vihor Jelisavac 2:1 | NK Darda - NK Čepin 1:2 NK Graničar Brodski Varoš - NK Željezničar Slavonski Brod 3:1 NK Bedem Ivankovo - NK Vuteks-Sloga Vukovar 3:0 NK Šokadija Babina Greda - NK Zrinski Jurjevac Punitovački 2:1 NK Graničar Županja - NK NAŠK Našice 5:0 NK Bobota Agrar - NK Grafičar-Vodovod Osijek 2:1 NK Metalac Osijek - NK Jadran Gunja 2:1 NK Vihor Jelisavac - NK Hajduk Pakrac 1:0  |
| NK NAŠK Našice - NK Darda 1:0 NK Čepin - NK Graničar Brodski Varoš 4:0 NK Željezničar Slavonski Brod - NK Bedem Ivankovo 0:1 NK Vuteks-Sloga Vukovar - NK Šokadija Babina Greda 4:1 NK Zrinski Jurjevac Punitovački - NK Hajduk Pakrac 5:0 NK Grafičar-Vodovod Osijek - NK Graničar Županja 3:0 NK Jadran Gunja - NK Bobota Agrar 1:1 NK Metalac Osijek - NK Vihor Jelisavac 2:5    | NK Darda - NK Grafičar-Vodovod Osijek 1:0 NK Graničar Brodski Varoš - NK NAŠK Našice 2:2 NK Bedem Ivankovo - NK Čepin 2:1 NK Šokadija Babina Greda - NK Željezničar Slavonski Brod 4:0 NK Hajduk Pakrac - NK Vuteks-Sloga Vukovar 4:0 NK Graničar Županja - NK Jadran Gunja 2:2 NK Bobota Agrar - NK Metalac Osijek 6:0 NK Vihor Jelisavac - NK Zrinski Jurjevac Punitovački 0:3 | NK Jadran Gunja - NK Darda 4:0 NK Grafičar-Vodovod Osijek - NK Graničar Brodski Varoš 0:2 NK NAŠK Našice - NK Bedem Ivankovo 1:3 NK Čepin - NK Šokadija Babina Greda 2:0 NK Željezničar Slavonski Brod - NK Hajduk Pakrac 1:0 NK Vuteks-Sloga Vukovar - NK Zrinski Jurjevac Punitovački 1:1 NK Metalac Osijek - NK Graničar Županja 0:2 NK Bobota Agrar - NK Vihor Jelisavac 7:1  |
| NK Darda - NK Metalac Osijek 2:0 NK Graničar Brodski Varoš - NK Jadran Gunja 0:3 ↓2 NK Bedem Ivankovo - NK Grafičar-Vodovod Osijek 7:0 NK Šokadija Babina Greda - NK NAŠK Našice 1:0 NK Hajduk Pakrac - NK Čepin 2:3 NK Zrinski Jurjevac Punitovački - NK Željezničar Slavonski Brod 5:2 NK Graničar Županja - NK Bobota Agrar 4:1 NK Vihor Jelisavac - NK Vuteks-Sloga Vukovar 1:2 | NK Bobota Agrar - NK Darda 2:1 NK Metalac Osijek - NK Graničar Brodski Varoš 3:2 NK Jadran Gunja - NK Bedem Ivankovo 1:1 NK Grafičar-Vodovod Osijek - NK Šokadija Babina Greda 3:0 NK NAŠK Našice - NK Hajduk Pakrac 1:0 NK Čepin - NK Zrinski Jurjevac Punitovački 1:3 NK Željezničar Slavonski Brod - NK Vuteks-Sloga Vukovar 5:0 NK Graničar Županja - NK Vihor Jelisavac 7:1 | NK Darda - NK Graničar Županja 1:0 NK Graničar Brodski Varoš - NK Bobota Agrar 1:0 NK Bedem Ivankovo - NK Metalac Osijek 9:1 NK Šokadija Babina Greda - NK Jadran Gunja 1:1 NK Hajduk Pakrac - NK Grafičar-Vodovod Osijek 6:1 NK Zrinski Jurjevac Punitovački - NK NAŠK Našice 6:0 NK Vuteks-Sloga Vukovar - NK Čepin 2:2 NK Vihor Jelisavac - NK Željezničar Slavonski Brod 3:2  |